# 146 f.Kr.

## Händelser

### Efter plats

#### Rom
- Kartago faller för romerska styrkor under Scipio Aemilianus. På order av den romerska senaten utplånas staden Kartago helt och hållet, trots Scipios protester. Detta avslutar det tredje puniska kriget.

#### Grekland
- Romarna under Lucius Mummius besegrar det akaiska förbundet under Kritolaios i slaget vid Korinth. Korinth förstörs, det akaiska förbundet upplöses och Grekland blir en romersk provins.

### Efter ämne

#### Astronomi
- Hipparchos bestämmer dagjämningspunkterna.

## Avlidna
- 28 november – Gentius, den siste kungen av Illyrien
- Kritolaios, general i det akaiska förbundet (stupad)